# 문화방송 토일 드라마
MBC 토일 드라마는 매주 토요일부터 일요일에 방송 중인 미니 시리즈 드라마 프로그램이다.

## 개요
미니 시리즈 드라마 형식으로 방송 중이다.

## 방송 시간
| 방송 채널 | 방송 기간                         | 방송 시간                                                                  | 방송 분량                               |
| --------- | --------------------------------- | -------------------------------------------------------------------------- | --------------------------------------- |
| MBC TV    | 2022년 4월 23일 ~ 2022년 6월 12일 | 매주 토요일 오후 8시 40분 ~ 오후 9시 50분 일요일 오후 9시 ~ 오후 10시 30분 | 토요일 : 1시간 10분 일요일 : 1시간 30분 |

## 프로그램 리스트
- 아래 프로그램은 2002년 11월 이후 시청 가능 연령을 표시하는 드라마 프로그램 등급 제도를 의무적으로 시행하여 현재까지 이어지고 있습니다.
- 2017년 3월 1일부터 TV 프로그램 등급 표시 외에 주제, 폭력성, 선정성, 언어, 모방 위험 등 분류 사유 표시를 의무적으로 시행하고 있습니다.

### 2020년대

#### 2022년
- 《지금부터, 쇼타임!》 : 2022년 4월 23일 ~ 2022년 6월 12일

## 경쟁 프로그램
- KBS 2TV 토일 드라마
- TV조선 토일 드라마
- JTBC 토일 드라마
- 채널A 토일 드라마
- MBN 토일 드라마
- tvN 토일 드라마
- ENA 토일 드라마